# Амбатунджакалавао
Амбатунджакалавао (на малгашки: Ambatondrakalavao) е община в Мадагаскар, провинция Антанариву, регион Вакинанкарача, окръг Амбатулямпи. Населението на общината през 2001 година е 13 138 души.